# AMX-30E
AMX-30E는 프랑스의 AMX-30에 기반한 스페인의 주력전차였다. 원래 스페인 정부는 레오파르트 1을 배치하려고 했으나, 스페인이 AMX-30을 생산할 수 있는 능력을 갖추고 있었고 AMX-30의 가격이 더 저렴했기 때문에 계약에서 최종적으로 AMX-30이 선택되었다. 1974년부터 1983년까지 산타 바바라 시스테마가 스페인 육군에 총 280대의 AMX-30E를 제조했다.
1970년 처음 도입된 이후 AMX-30E는 미국제 전차 M46 패튼과 M47 패튼을 보충하고 미국제 장비에 대한 스페인의 의존성을 낮추려는 목적이 있었다. 1970년 프랑스로부터 AMX-30 19대를 수입하였고, 추가로 280대는 스페인에서 제작되었다. AMX-30E는 스페인이 최초로 대량으로 생산한 전차였고, 스페인 정부가 자체적으로 전차를 생산할 수 있겠다고 느낄 정도로 스페인의 산업을 발전시켰고, 이는 1985년 린세 전차의 개발로 이어지게 되었다. AMX-30E는 산타 바바라 시스테마에 전차 제작의 경험을 주어 이후 2003년 산타 바바라 시스테마는 레오파르트 2E를 생산하게 된다. 최종 생산과정은 산타 바바라 시스테마에서 진행되었지만, AMX-30E의 생산은 스페인의 여러 다른 회사에서도 이루어졌다. 스페인 국내에서 생산된 AMX-30E의 양은 전체 AMX-30E의 최대 65%를 차지했다.
1980년대 말 AMX-30E는 현대화 프로그램과 재구축 프로그램이라는 두 가지 버전의 업그레이드를 거치게 되었다. 전자의 경우 총 150대가 생산되었고, AMX-30EM2로 명명되어 AMX-30E의 동력 장치를 현대화하고 개선하는 것을 추구했다. 후자의 경우 AMX-30EM1으로 명명되었고, AMX-30E의 엔진은 그대로 유지하되 자동변속기를 대체해 전차의 동력원을 개선하는 결과를 낳았다. 두 프로그램 모두 AMX-30E의 수명을 늘려주었다. 1990년대 중반 AMX-30EM1은 레오파르트 2로 대체되었고, AMX-30EM2의 경우 21세기 초 이탈리아제 차륜형 대전차차량인 B1 센타우로로 대체되었다.
1970년 스페인령 사하라에 AMX-30E가 배치되었으나 실전을 치르지는 않았다. 1985년 인도네시아 정부가 AMX-30E의 구매에 관심을 보였고, 2004년에는 스페인과 콜롬비아 정부가 40대의 AMX-30E 구매를 두고 협상을 벌였다. 두 협상 모두 AMX-30E의 실구매로 이어지지는 않았다.

## 배경
1960년 스페인의 주력전차는 미국제 M46 패튼과 이 전차의 업그레이드 버전인 M47 패튼으로 구성되어 있었다. M47의 경우 1950년대 말 도입이 되었고, 1930년대부터 운용하던 1호 전차, T-26, 4호 전차를 대체했다. 1957년부터 1958년까지 발발한 이프니 전쟁으로 인해 미국은 스페인에 미국제 무기 제품을 사용하는 것을 금지하는 조치를 내렸고, 이에 따라 스페인은 스페인령 사하라에 자유롭게 배치할 수 있는 대체 전차들을 찾기 시작했다.
1960년대 초, 스페인은 유럽의 이웃 국가들을 새로운 전차의 공급처로 선택했다. 스페인은 먼저 독일의 레오파르트 1 제조회사인 크라우스마파이 회사에 연락했고, 크라우스마파이는 독일의 경제부로부터 해외 사업 인가를 신청했다. 당시 스페인은 북대서양 조약 기구의 회원국이 아니었기 때문에 수출 인가를 허가하는 결정은 독일의 국방 정책을 결정하는 독일 안보평의회에서 결정해야 했다. 독일 안보평의회는 크라우스마파이가 스페인에 수출을 인가할 수 있도록 허가해주었다. 그러나 영국의 노동당 정부가 105 mm 로열 오드넌스 L7 포는 영국의 기술이라고 주장하며 압력을 넣는 바람에 독일과 스페인의 거래는 중단되었다. 한편 스페인은 1964년 6월 2일부터 1964년 6월 10일까지 AMX-30을 시험운전했다.
레오파르트 1과 AMX-30은 모두 유로판저라는 공동 개발 프로그램에서 나온 전차였다. 전차로서 AMX-30은 차체가 낮았는데 레오파르트 1의 높이가 2.6 m인 것과 비교했을 때 AMX-30의 높이는 2.26 m에 불과했다. 치명성으로 따졌을 때 AMX-30의 오부스 G 대전차고폭탄은 당대 가장 선진적인 탄두 중 하나였다.   대전차고폭탄 탄두는 전차포 강선으로 인해 안정화를 거치는 동안 효율성을 잃어버리기 때문에, 오부스 G 대전차고폭탄은 외부 탄피의 볼 베어링에 성형작약탄을 탑재하도록 설계되었고 이는 안쪽 탄두에 영향을 주지 않고 주포의 강선을 통해 포탄이 안정화되는 결과를 가져왔다. 오부스 G는 400 mm의 강철 장갑을 뚫을 수 있도록 만들어졌다. 한편, 레오파르트 1에 탑재된 로열 오드넌스 L7의 경우 동시대 전차들의 전면 장갑을 모두 관통할 수 있었다. 레오파르트 1이 AMX-30에 비해 더 두꺼운 장갑을 두르고 있었지만, 두 전차의 무게에 부분적으로 기인한 것이기는 하지만 AMX-30의 가격이 더 저렴했다.
|           | M47 패튼           | M48 패튼               | 레오파르트 1     | AMX-30                  |
| --------- | ------------------ | ---------------------- | ---------------- | ----------------------- |
| 무게      | 46.44 t            | 53.5 t                 | 42.2 t           | 36 t                    |
| 주포      | 90 mm L/48 M36     | 90 mm L/48 M41         | 105 mm L7A3      | 105 L/56 F2             |
| 탄약 수   | 71발               | 62발                   | 55발             | 50발                    |
| 노상 범위 | 128 km (80 mi)     | 482.8 km (300.0 mi)    | 600 km (370 mi)  | 500–600 km (310–370 mi) |
| 엔진 출력 | 810 PS (595.75 kW) | 750 PS (551.62 kW)     | 830 PS (610 kW)  | 680 PS (500.14 kW)      |
| 최대 속력 | 48 km/h (30 mph)   | 48.28 km/h (30.00 mph) | 62 km/h (39 mph) | 65 km/h (40 mph)        |

1970년 5월 스페인 국방부는 AMX-30의 제조사인 GIAT와 AMX-30 생산을 시작하는 계약을 체결하기로 결정했다. 그러나 스페인 국방부의 결정에 영향을 미친 것은 AMX-30 자체가 아니었다. 영국이 자신들의 L7 포를 판매하지 않으려는 의지, AMX-30의 저렴한 가격, 프랑스가 스페인에 전차를 제조할 수 있도록 허락한 것이 스페인 국방부가 AMX-30을 구매하기로 결정한 요인이었다.

## 생산

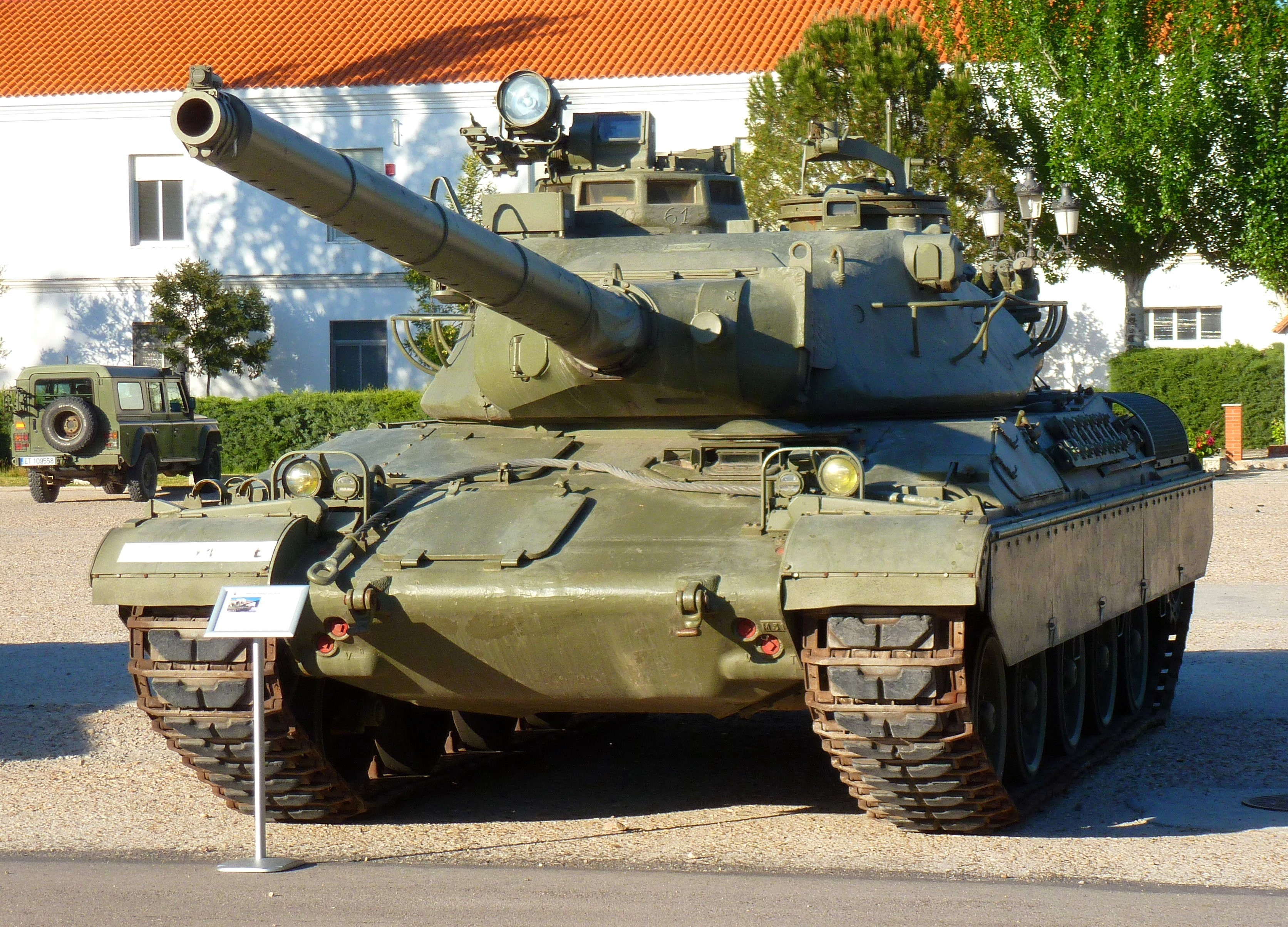
AMX-30E 전면

1970년 6월 22일, 스페인 국방부는 프랑스와 군사 협정(향후 스페인 육군을 위한 약 200대의 전차를 획득할 계획을 명시)을 체결했다. 이 중 180대는 스페인에서 라이선스 생산될 예정이었고, 20대는 프랑스에서 생산될 예정이었다. 최종적으로 GIAT는 19대의 전차를 생산하기로 계약했다. 이 전차들은 스페인 외인부대의 바칼리 중대(스페인령 사하라에 배치됨)에 인도되었다. 처음 6대의 AMX-30은 철도로 스페인 국경 도시인 바스크주의 이룬으로 운송된 다음 빌바오로 옮겨졌다. 마지막으로 스페인 해군 수송선 알미란테 로보에 실려 스페인령 사하라의 엘아이운으로 보내졌다. 이 부대는 1975년 해체되어 전차가 우아드라스 기계화보병연대로 이전될 때까지 존재했다.

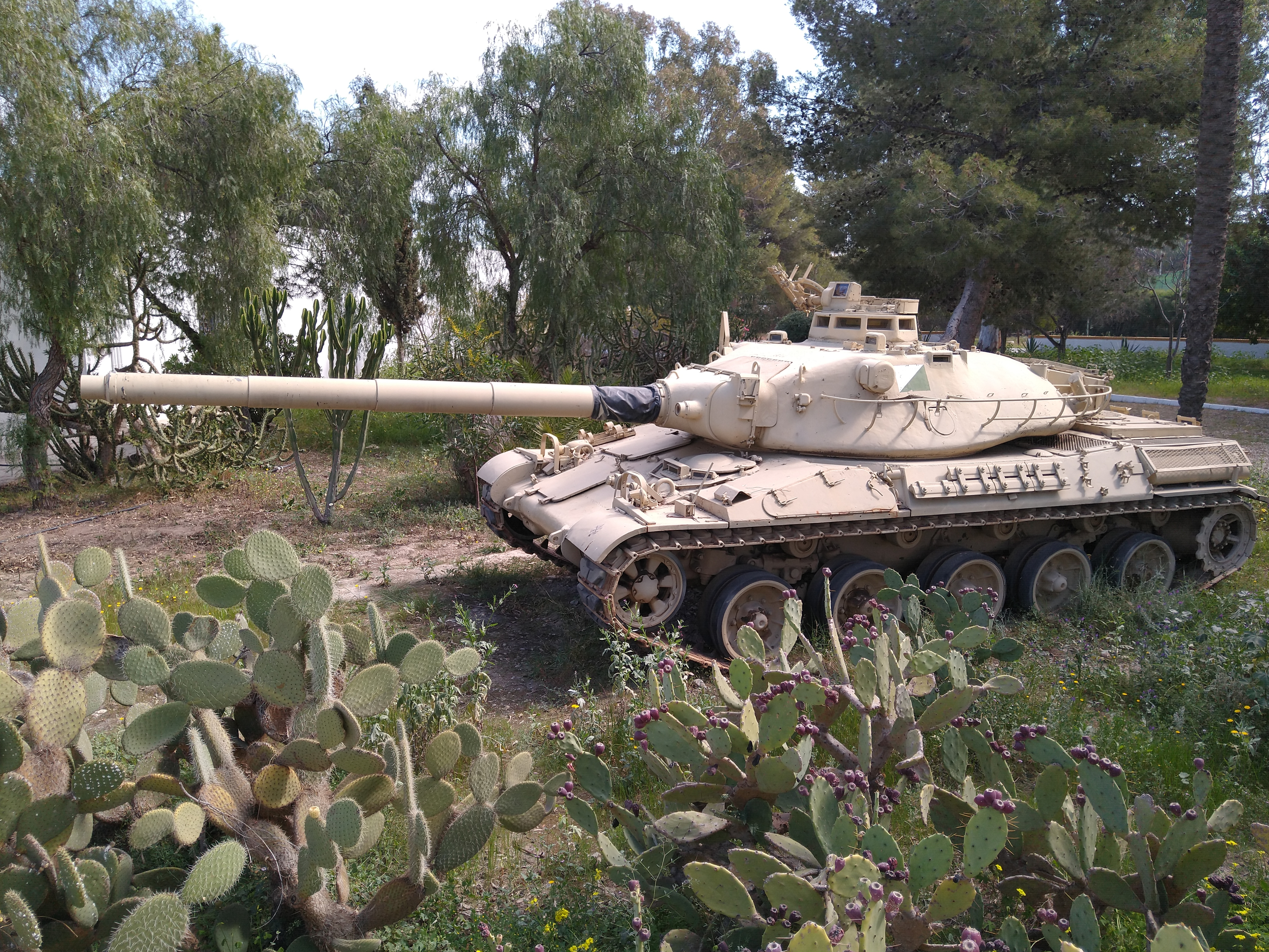
알메리아에 있는 스페인 외인부대 박물관 소장 AMX-30E

이 협정은 알칼라 데 과다이라 마을 근처의 라스 칸테라스 산업 지구에 건설될 예정인 전차 공장의 기반을 마련했다. 전차의 여러 부품은 아스티예로스 에스파뇰레스(포탑), 보에티체르, 두로 펠게라, E. N. 바잔 등 다른 스페인 회사에 하청을 주었다. 현지 생산 비중은 배치마다 달랐다. 처음 20대의 전차는 각 차량의 18%가 스페인에서 제조될 예정이었다. 다음 40대는 40%가 스페인에서 제조될 예정이었다. 나머지 120대는 65%가 국내에서 제조되었다. 생산은 1974년에 월 5대 속도로 시작하여 1979년 6월 25일에 종료되었다. 처음 5대의 전차는 1974년 10월 30일에 우아드라스 기계화보병연대에 인도되었다. 이 배치에는 M41 워커 불독 경전차와 M48 패튼 전차를 대체했으며, 비야비시오사 기갑기병연대는 23대, 알카사르 데 톨레도 기갑보병연대는 44대를 각각 인수받았다.
1979년 3월 27일, 첫 배치 생산이 끝나기 전에 스페인 육군과 산타 바바라 시스테마는 2차 배치 100대의 AMX-30E 생산 및 인도 계약을 체결했다. 1980년 200번째 AMX-30E가 스페인 육군에 인도된 후, 이 전차의 특허는 스페인에 부여되었다. 이로 인해 GIAT와 상의하지 않고도 차량에 작은 수정을 가할 수 있었다. 이는 또한 각 차량의 현지 제조 비중이 상당히 증가했음을 의미했다. 2차 배치 생산은 1979년부터 1983년까지 진행되었다. 생산이 종료될 무렵, 스페인 육군은 299대의 AMX-30E(1974년부터 1983년까지 생산된 280대와 1970년에 프랑스에서 인도된 19대)와 1975년에 인도된 4대의 훈련용 차량을 보유했다. 산타 바바라 시스테마는 또한 18대의 롤란드 에스파냐(AMX-30RE로 명명됨) 대공 차량과 10대의 AMX-30D 장갑 복구 차량을 제조했다. 첫 배치에서 전차당 평균 비용은 4,500만 스페인 페세타 (미화 642,800달러)였다. 2차 배치에서는 전차당 비용이 6,200만 페세타(885,700달러)로 증가했다.

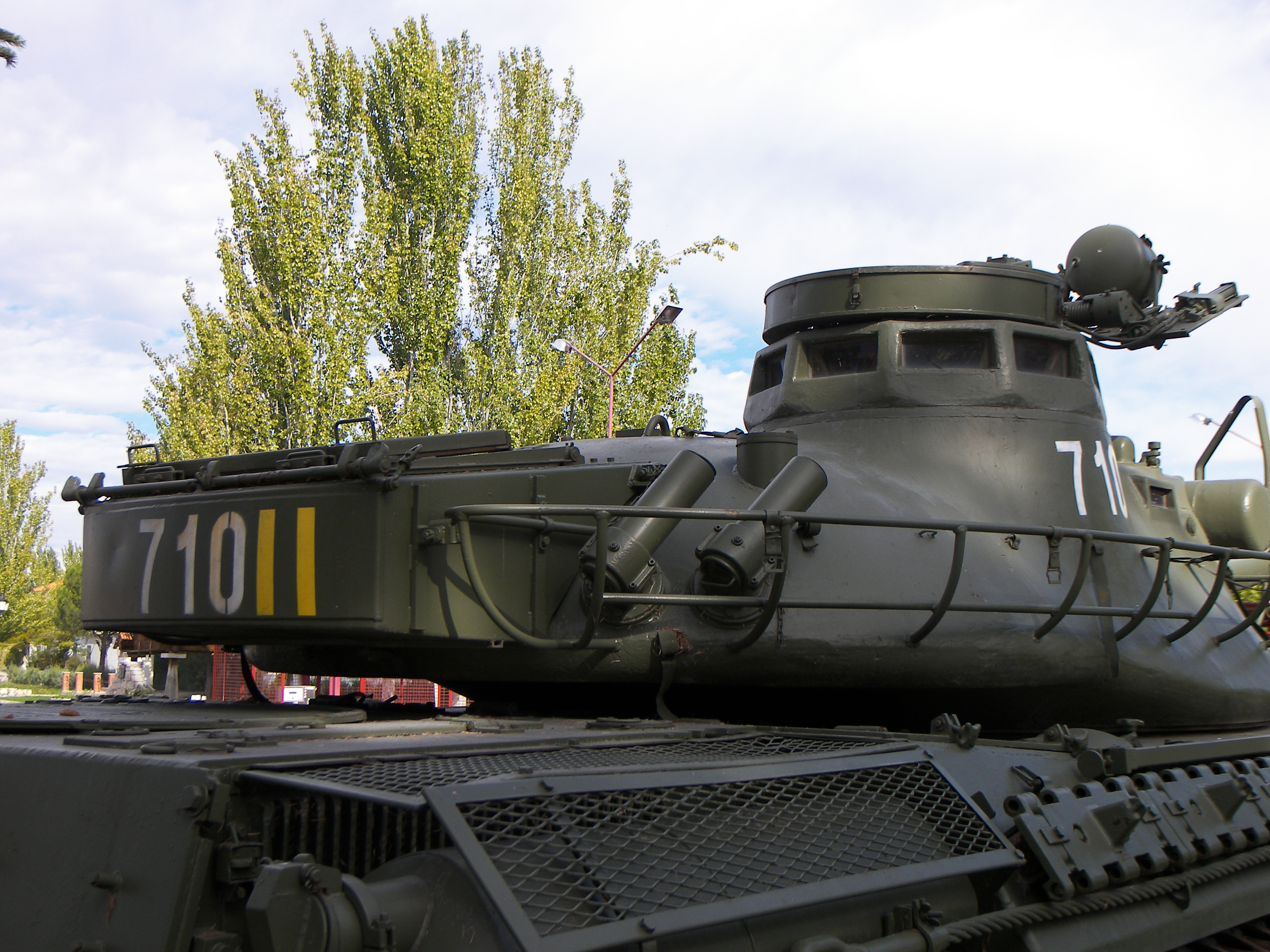
AMX-30E 포탑 버슬, 유탄 발사기, 전차장 해치 근접 촬영

AMX-30E는 신형임에도 불구하고 노후화된 5SD-200D 변속기 문제를 포함한 자동화 문제로 인해 서비스에 들어갔다. 결과적으로 첫 생산 배치가 끝나갈 무렵, 스페인 육군과 산타 바바라 시스테마는 가능한 업그레이드를 연구하기 시작했다. 주요 목표는 파워팩의 출력과 신뢰성을 높이고, 전차의 화력과 정확성을 개선하며, 차량의 방탄 보호 및 전반적인 생존성을 높이는 것이었다. AMX-30E의 포탑을 레오파르트 1의 섀시에 장착하는 제안을 포함하여 여러 현대화 패키지가 제안되었다. 다른 옵션으로는 기존 파워팩을 새로운 미국제 디젤 엔진 및 변속기로 교체하거나, 새로운 독일제 디젤 엔진 및 변속기로 교체하는 것이 포함되었다. 기존 HS-110 엔진을 앞서 언급된 변속기와 결합하는 보다 엄격한 버전의 동일한 옵션도 제공되었다. 레오파르트의 더 현대적인 궤도를 사용하여 다른 시제품도 생산되었고, 또 다른 유사한 시제품에는 장전수 위치에 새로운 12.7 mm 기관총이 장착되었다. 프랑스의 GIAT도 스페인의 AMX-30E를 프랑스 AMX-30에 적용되는 AMX-30B2 표준으로 현대화할 것을 제안했다.

### 현대화
결국 테크놀로지아 산타 바바라-바잔(산타 바바라-바잔 기술) (또는 TSB)이라는 혼합 솔루션이 채택되었다. 전차의 기동성을 개선하기 위해 HS-110 디젤 엔진은 850 마력 (625 kW)을 생산하는 MTU 프리드리히스하펜 833 Ka-501 디젤 엔진으로 교체되었고, 변속기는 최대 1,500 마력 (1103 kW) 엔진과 호환되는 독일 ZF LSG-3000으로 교체되었다. 처음 30개의 엔진은 50%가 스페인에서 제조될 예정이었고, 나머지는 73%가 국내에서 생산될 예정이었다. 이 새로운 엔진은 현대화된 전차에 톤당 23 마력 (21.13 hp/S/T)의 출력비를 제공했다. 새로운 엔진은 더 큰 직경의 토션바와 새로운 쇼크를 사용하는 AMX-30B2의 개선된 토션 바 현가장치와 결합되었다.
전차의 화력을 개선하기 위해 장전수 포탑 해치 주변의 포 마운트가 12.7 mm 기관총을 설치할 수 있도록 수정되었으며, 주포의 화력은 새로운 CETME437A 운동 에너지탄 (APFSDS)의 도입으로 강화되었다. 포의 정확도는 휴즈 항공이 설계한 새로운 마크 9 수정 A/D 사격 통제 시스템의 설치를 통해 개선되었다. 새로운 시스템은 주간 및 야간 작전 중 사격을 허용했으며, 첫 발 명중 확률을 높였다. 사격 통제 시스템은 또한 기존 M282 포수 잠망경을 새로운 잠망경과 새로운 네오디뮴 야그 레이저 레이저 거리 측정기로 교체하여 현대화되었다. 새로운 탄도 컴퓨터인 NSC-800과 스페인 회사 INISEL이 설계 및 제조한 포수를 위한 새로운 디지털 패널이 발행되었다. 전차장 또한 포탄 선택을 허용하고 포탄의 탄도 및 교전할 목표에 대한 정보를 제공하는 제어 장치를 받았다. 결과적으로 장전수는 포의 약실에 장전할 탄약에 대한 정보를 표시하고 각속도, 풍속, 포고 및 차량 경사도를 포함한 수신된 탄도 데이터를 전달하기 위한 표시 장치를 받았다. 사격 통제 시스템은 또한 전차 주포의 보다 정교한 안정화 시스템으로의 미래 업그레이드를 허용했다. 생존성 개선에는 새로운 강철 사이드 스커트, 엔진과 연결된 새로운 연기 발생 시스템, 새로운 화재 진압 시스템 추가가 포함되었다.

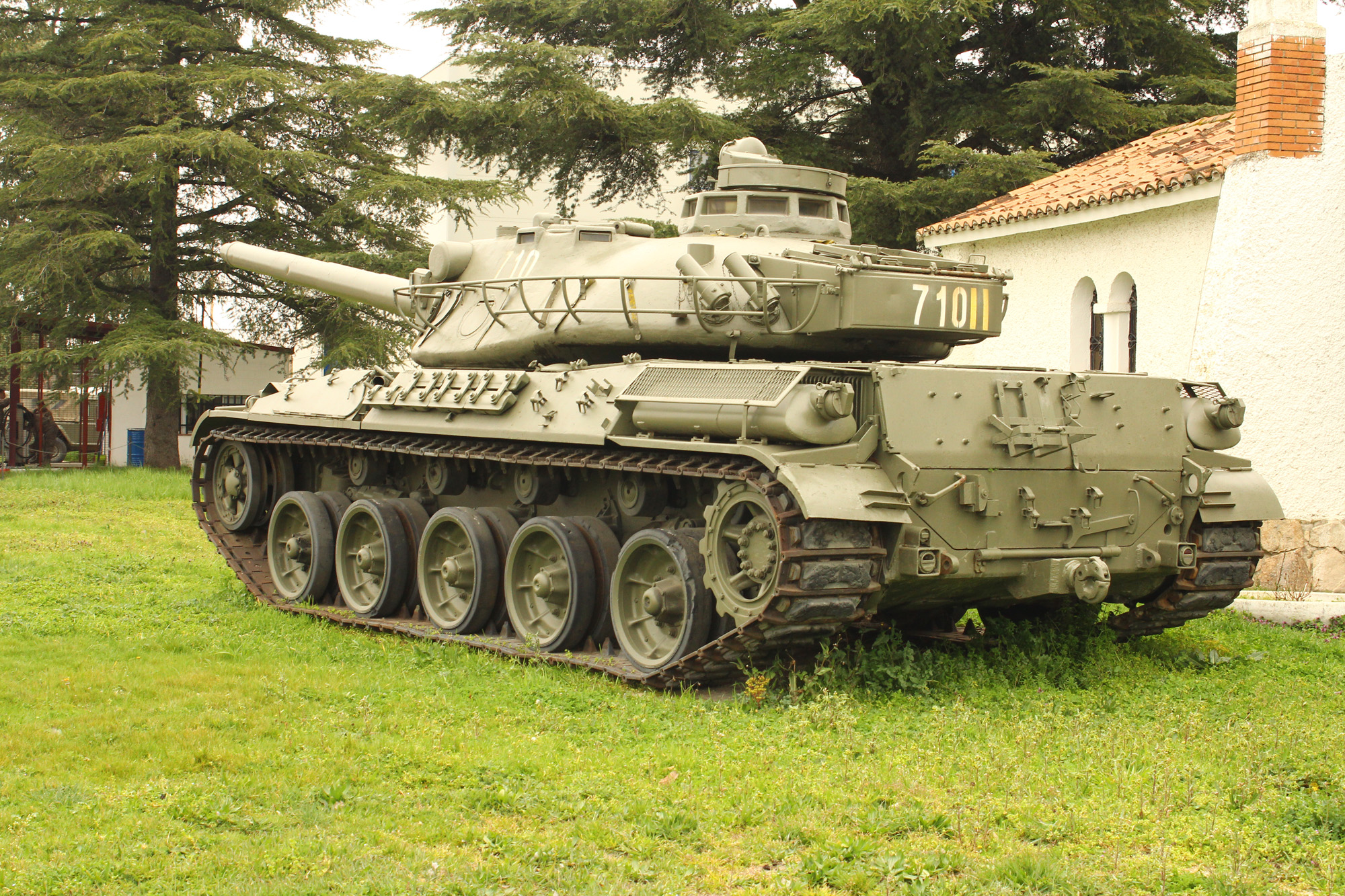
엘고르소 기갑 부대 박물관에 전시된 AMX-30E의 측면 및 후면 모습

150대의 AMX-30E가 이 현대화 패키지를 받았으며 AMX-30EM2로 지정되었다. 이 프로그램은 1989년에 시작되어 1993년에 종료되었다. 궁극적으로 스페인의 AMX-30EM2는 21세기 초 스페인에서 부분적으로 제조된 신형 B1 센타우로 구축전차로 대체되었다.

### 개조
나머지 149대의 AMX-30E는 기동성 향상을 위해 개조되었다. 개조는 원래 프랑스제 변속기를 미국제 앨리슨 CD-850-6A로 교체하는 것으로 이루어졌다. 또한 브레이크와 같은 전차의 여러 부품은 원래의 표준으로 되돌리기 위해 개조되었다. CD-850-6A는 전진 2단, 후진 1단을 제공하는 3중 차동 자동 변속기였다. 그러나 새로운 변속기는 새로운 문제를 야기했다. 변속기에서 발생하는 과도한 열은 차량의 항속 거리를 감소시켰다. 149대의 개조된 AMX-30E는 1988년에 시작되었으며, 이 전차들은 AMX-30EM1로 지정되었다. 1990년대 초 스페인은 M60 전차를 대량으로 구매하여 M47 및 M48 전차, 그리고 AMX-30EM1을 대체했다.

## 수출

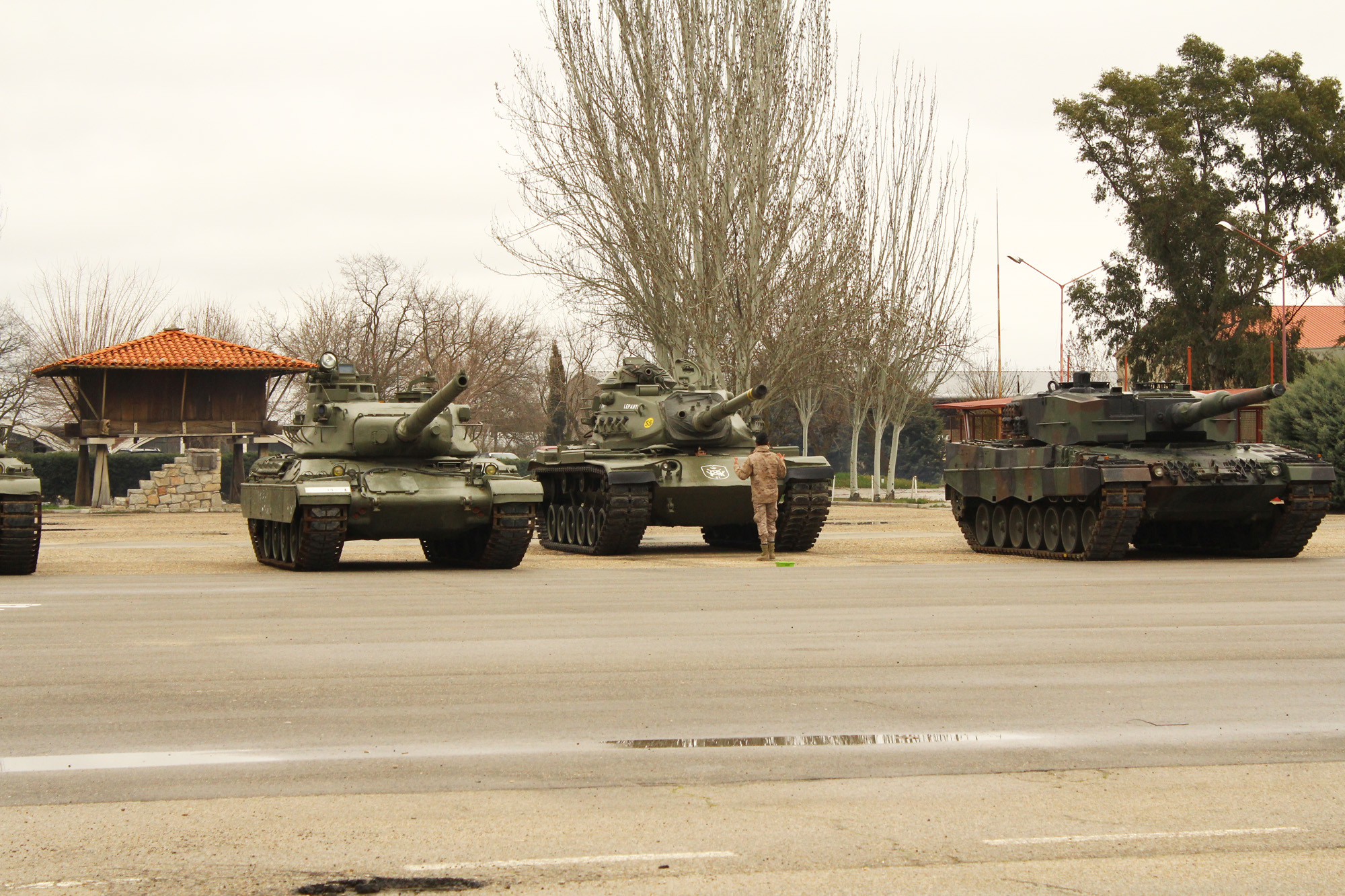
왼쪽부터 AMX-30E, M60 전차, 레오파르트 2A4가 엘고르소 기갑부대 박물관에 전시되어 있다.

1980년대 중반 인도네시아는 군 현대화를 위한 무기 조달을 시도하면서 스페인에 접근했다. 인도네시아는 판매 가능한 무기 중 AMX-30 조달에 관심을 표명했다. 이 거래는 무산되었지만, 2004년 스페인과 콜롬비아 정부는 최근 스페인 육군에서 대체된 33~46대의 중고 AMX-30EM2 판매에 합의했다. 그러나 호세 마리아 아스나르가 스페인 총리 자리에서 호세 루이스 로드리게스 사파테로로 교체된 후 이 거래는 취소되었고, 새로운 스페인 정부는 콜롬비아에 판매할 만큼 작동 가능한 AMX-30EM2가 충분하지 않다고 선언했다.

## 같이 보기
- 스페인의 전차
- 국가별 기갑전투차량 목록

### 내용주
1. ↑  E는 에스파냐(España)를 의미하며, 에스파냐는 스페인의 공식 국호이다.

### 참조주
1. ↑  Foss, Christopher (1993). 《Jane's Armoured Fighting Vehicle Retrofit Systems 1993-94》. London: ane's Information Group. 33쪽. ISBN 978-0710610799.
2. ↑  Manrique & Molina, La Brunete, pp. 31–69
3. ↑  Zaloga, The M47 and M48 Patton Tanks, p. 36
4. ↑  Manrique & Molina, La Brunete, p. 34
5. ↑  Vidal, Ifni 1957–1958, p. 70
6. 1 2 3 4  Mazarrasa, Carro de Combate AMX-30E, p. 57
7. ↑  Rudnick, Atlantic Relations, p. 200
8. ↑  Rudnick, Atlantic Relations, p. 201
9. ↑  Rudnick, Atlantic Relations, p. 201
10. ↑  Rudnick, Atlantic Relations, p. 199
11. ↑  Rudnick, Atlantic Relations, p. 203
12. ↑  Hilmes, Modern German Tank Development, 1956–2000, p. 17
13. 1 2  Jerchel, Leopard 1 Main Battle Tank 1965–1995, p. 28
14. ↑  Ogorkiewicz, AMX-30 Battle Tank, p. 5
15. 1 2  Ogorkiewicz, AMX-30 Battle Tank, p. 8
16. ↑  Ferrari, The "Hows" and "Whys" of Armour Penetration, p. 87
17. ↑  Rudnick, Atlantic Relations, p. 204
18. ↑  Mazarrasa, Blindados en España, p. 88
19. ↑  Zaloga, The M47 and M48 Patton Tanks, p. 29
20. ↑  Ogorkiewicz, AMX-30 Battle Tank, p. 20
21. ↑  Rudnick, Atlantic Relations, pp. 203–204
22. ↑  Manrique & Molina, La Brunete, p. 69
23. ↑  Mazarrasa, Carro de Combate AMX-30E, pp. 58–59
24. ↑  Mazarrasa, Carro de Combate AMX-30E, pp. 59–60
25. 1 2  Mazarrasa, Carro de Combate AMX-30E, p. 60
26. ↑  Manrique & Molina, La Brunete, p. 73
27. ↑  Mazarrasa, Carro de Combate AMX-30E, pp. 60–61
28. ↑  Mazarrasa, Carro de Combate AMX-30E, pp. 78–80
29. ↑  Mazarrasa, Carro de Combate AMX-30E, p. 80
30. ↑  Pérez-Guerra, Spanish AMX-30 MBT upgrade program, p. 500
31. ↑  Mazarrasa, Carro de Combate AMX-30E, p. 82
32. ↑  Mazarrasa, Carro de Combate AMX-30, pp. 81–83
33. ↑  Mazarrasa, Carro de Combate AMX-30E, p. 85
34. ↑  Defensa firma un contrato de 200 millones de euros con Finmeccanica, El País
35. ↑  Mazarrasa, Carro de Combate AMX-30E, pp. 83–85
36. ↑  Candil, Spain's Armor Force Modernizes, p. 41
37. ↑  Defensa gastar a 916 millones en destruir 480 carros de combate, El País
38. ↑  Yarnóz, Indonesia trata de modernizar su Ejército con armamento español, El País
39. ↑  González, España ayuda a Colombia a luchar contra la guerrilla con tanques, obuses y aviones, El País
40. ↑  El Gobierno del PP vendió aviones y barcos militares a Colombia y Venezuela, El País